# شکی
شَکی (به ترکی آذربایجانی: Şəki) شهری در شمال غربی جمهوری آذربایجان نزدیک به سرحد داغستان و گرجستان است. شهر شکی با جمعیت ۶۸٬۵۰۰ نفر در ۳۲۵ کیلومتری شمال غرب باکو قرار دارد. این شهر تا ۱۸۱۳ میلادی یکی از شهرهای ایران بود و توسط قرارداد گلستان از ایران جدا شد.

## جاهای دیدنی

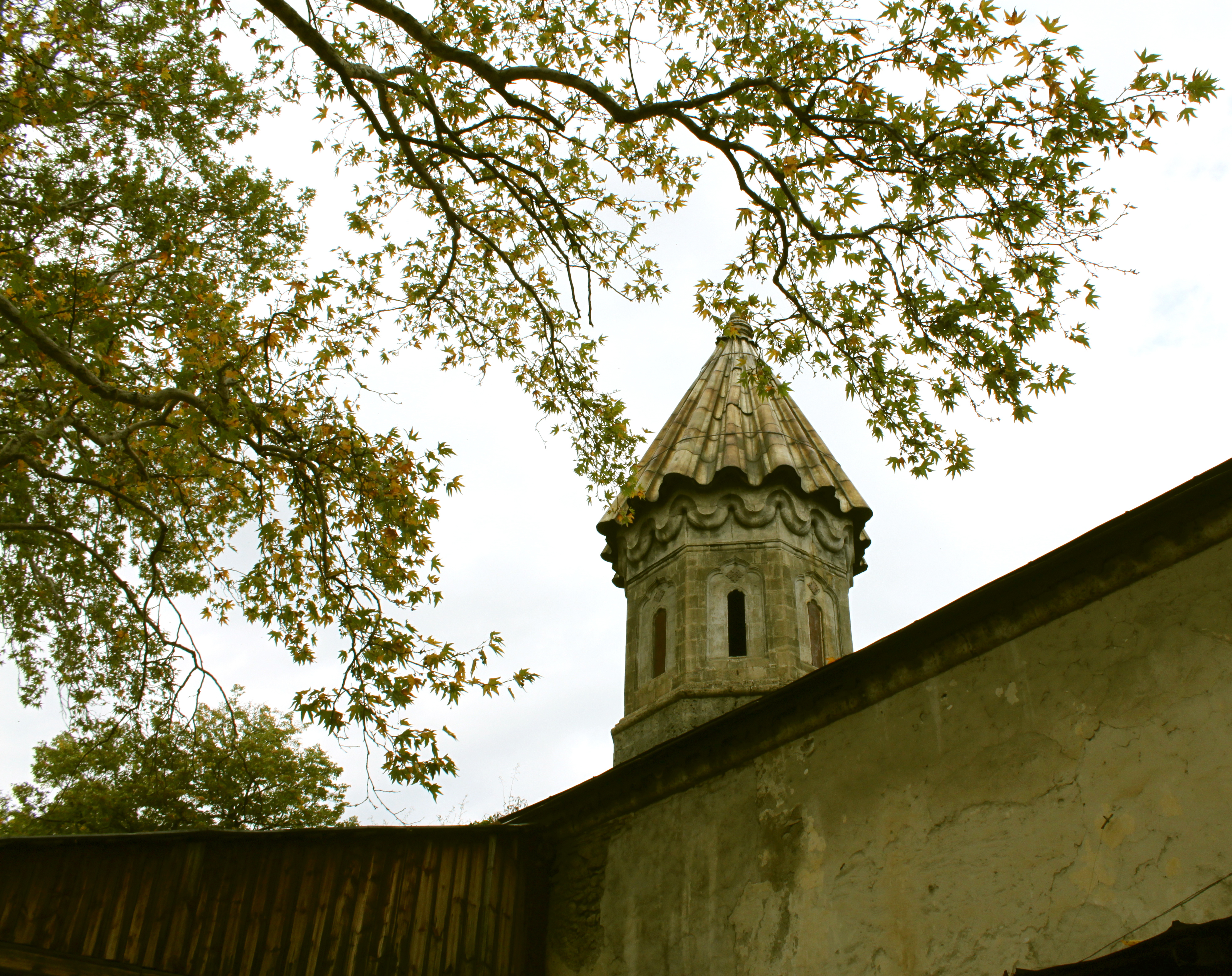
این عکس مربوط به یک بنای یادبود در جمهوری آذربایجان است که با شناسه ۴۹۷۶ مشخص شده است.

از جمله مهم‌ترین آثار تاریخی شهر شکی می‌توان به کاخ خانان شکی، کاروانسرای یوخاری، کاروانسرای آشاغی، مسجد جامع شکی، مسجد گله‌لی، مسجد امام علی، مسجد عمر افندی، کلیسای کیش، معبد نوخا، عمارت فرهاد بیگُو، کاخ شکیخانُوها، حمام آغوانلار و… اشاره کرد.

## غذاها و شیرینی‌جات
باقلوای شکی، قیرمابادام، حلوای پشونگ، حلوای تل، نقل و شیرینی گردویی جزء مهم‌ترین شیرینی‌های سنتی شهر شکی می‌باشند. از غذاهای سنتی رایج در این شهر نیز می‌توان به پیتی، جوجه پلو و غذاهای خمیری نظیر خینگال و گورزه اشاره کرد.

## آموزش
این شهر دارای یک شاخه از دانشگاه دولتی جمهوری آذربایجان و همچنین ۸۴ مدرسه عمومی و حرفه‌ای است.

## ترابری
روزانه یک قطار شبانه به باکو و از باکو در مسیر باکو-بالاکن در این شهر وجود دارد.

## نگارخانه

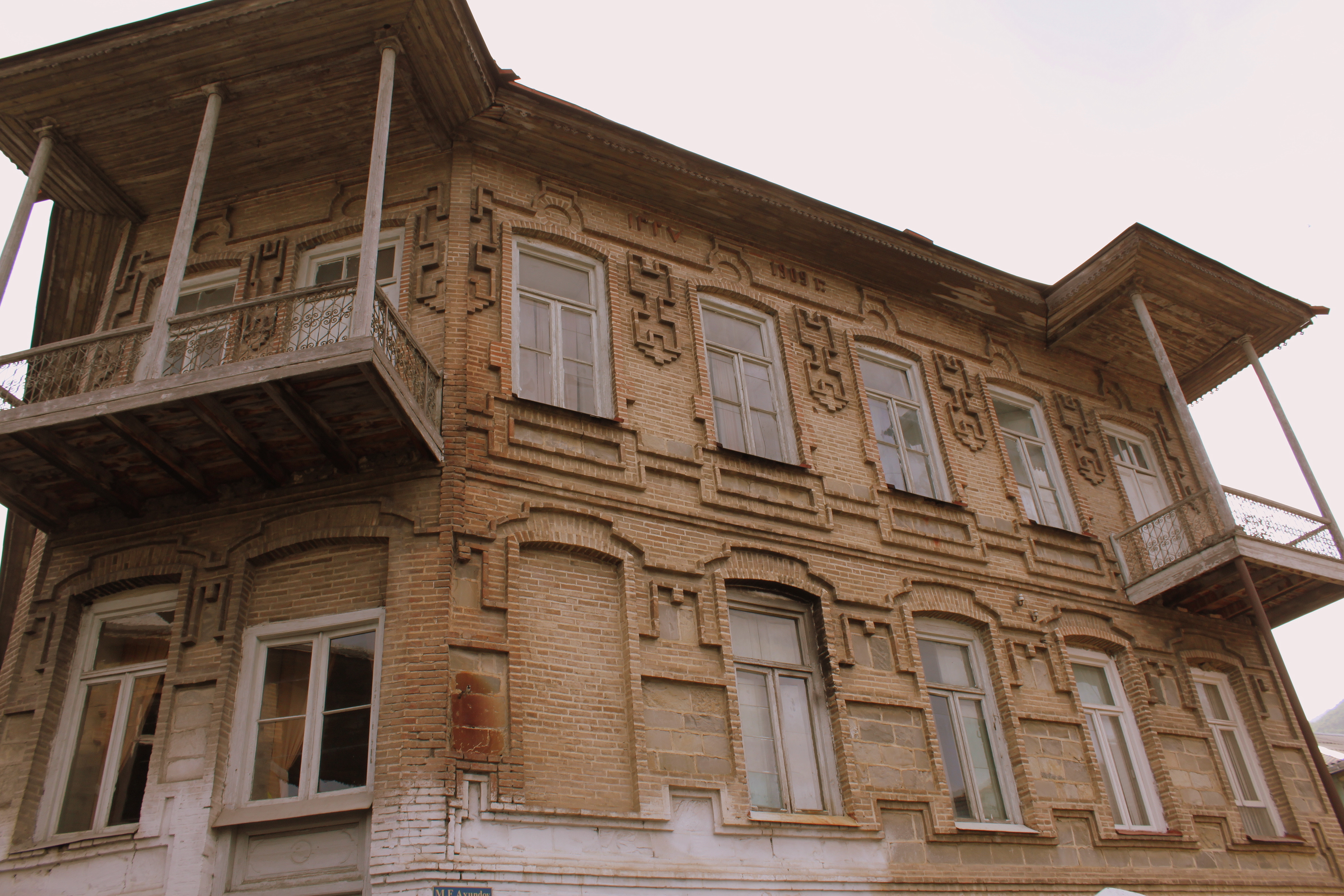
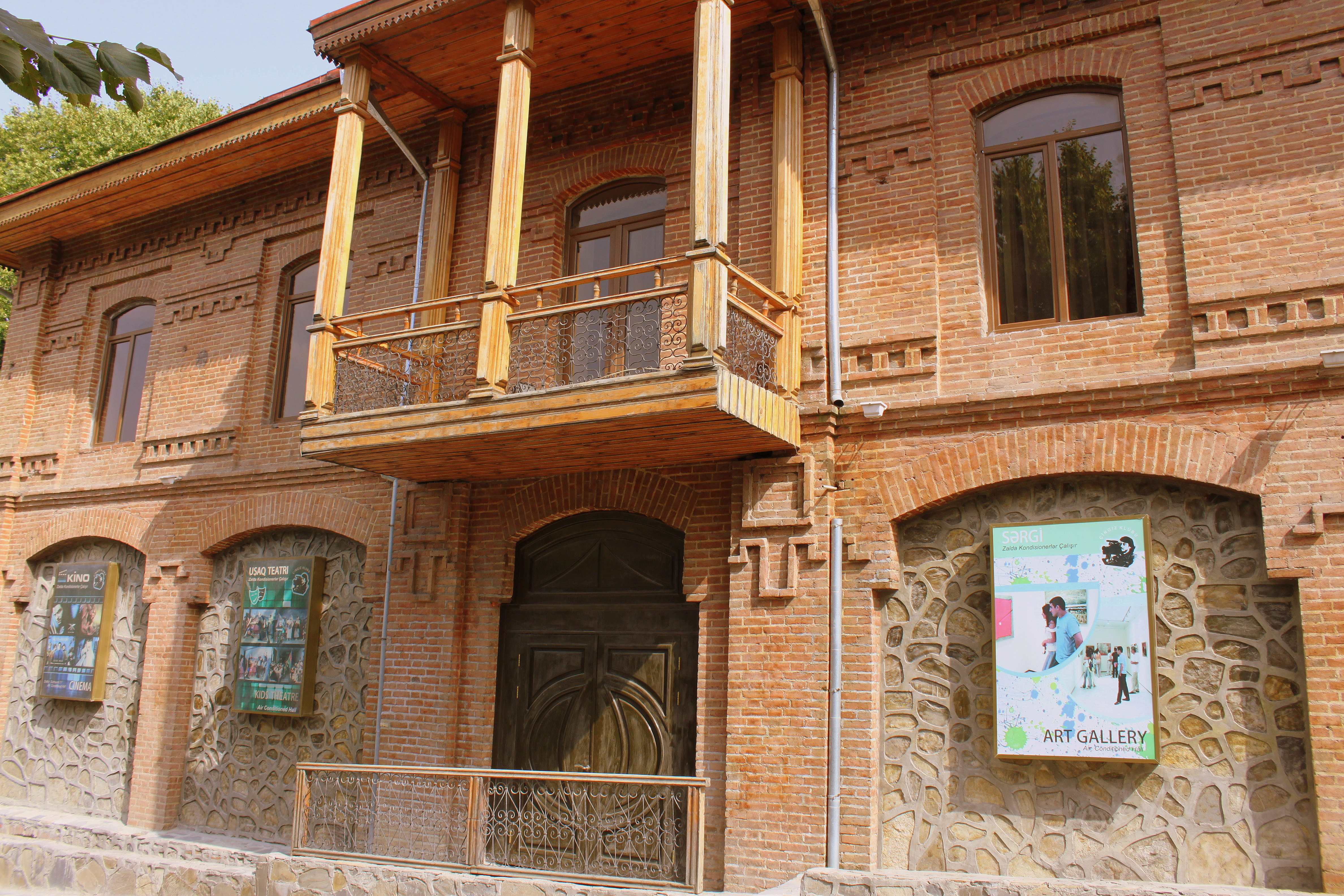
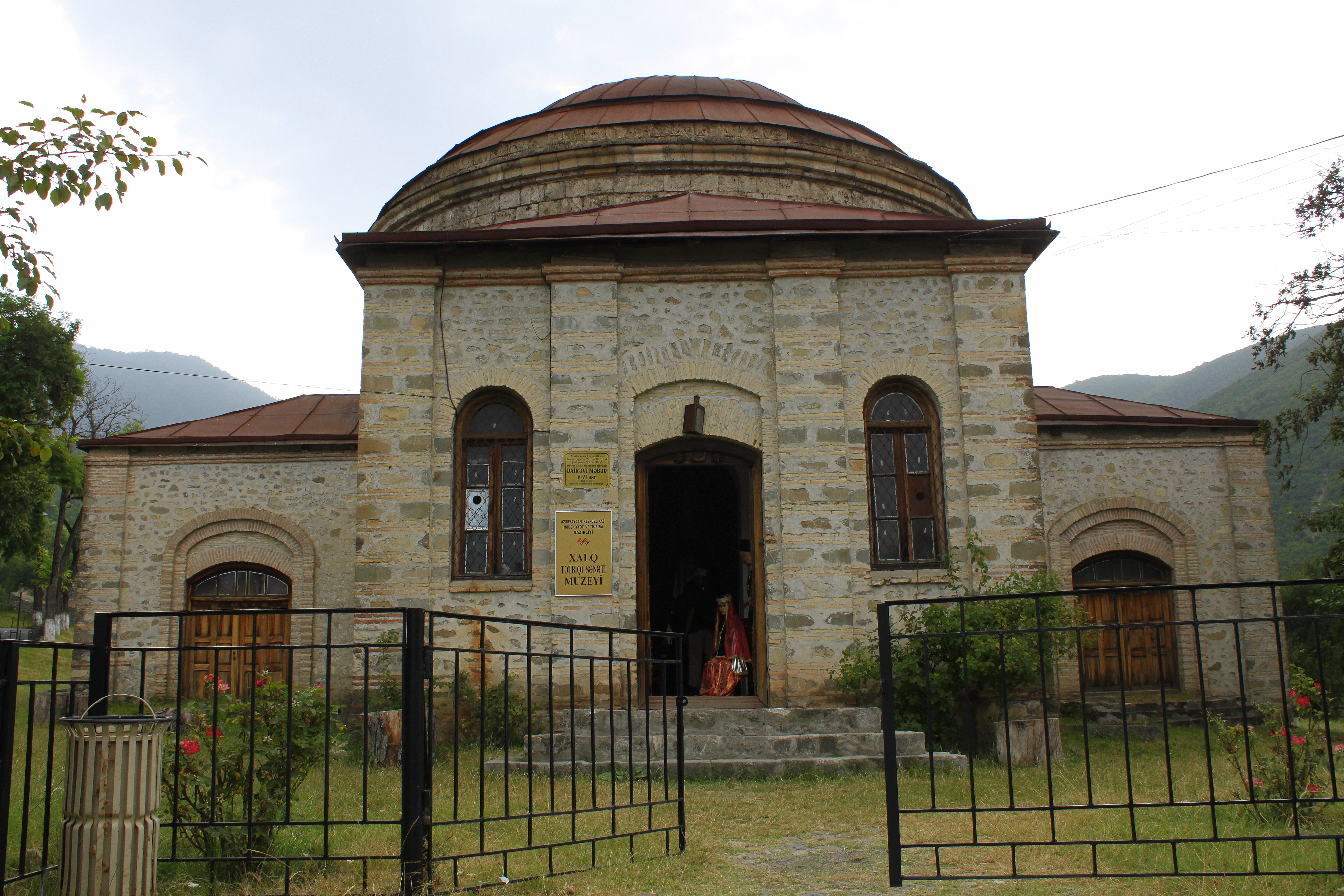
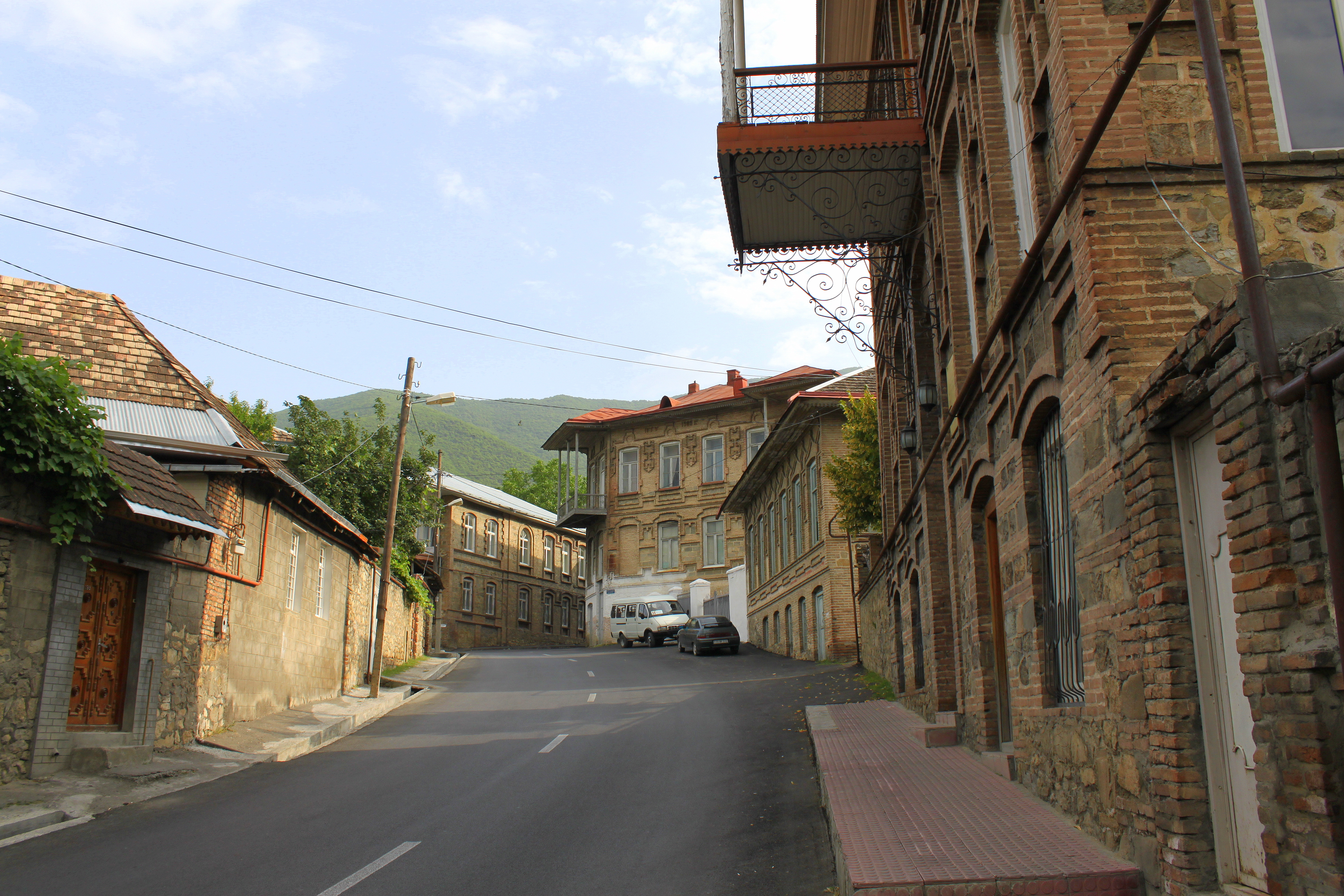
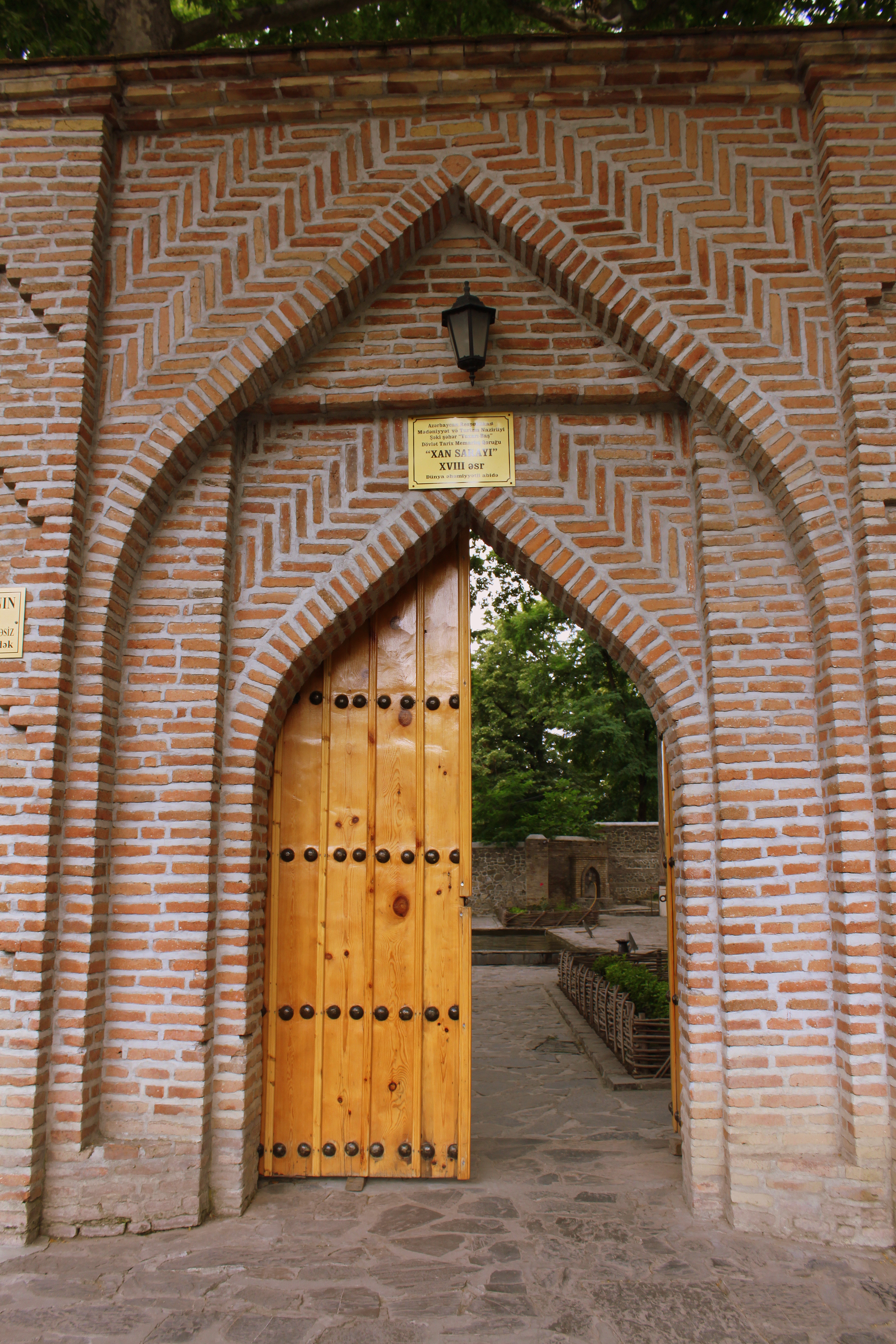
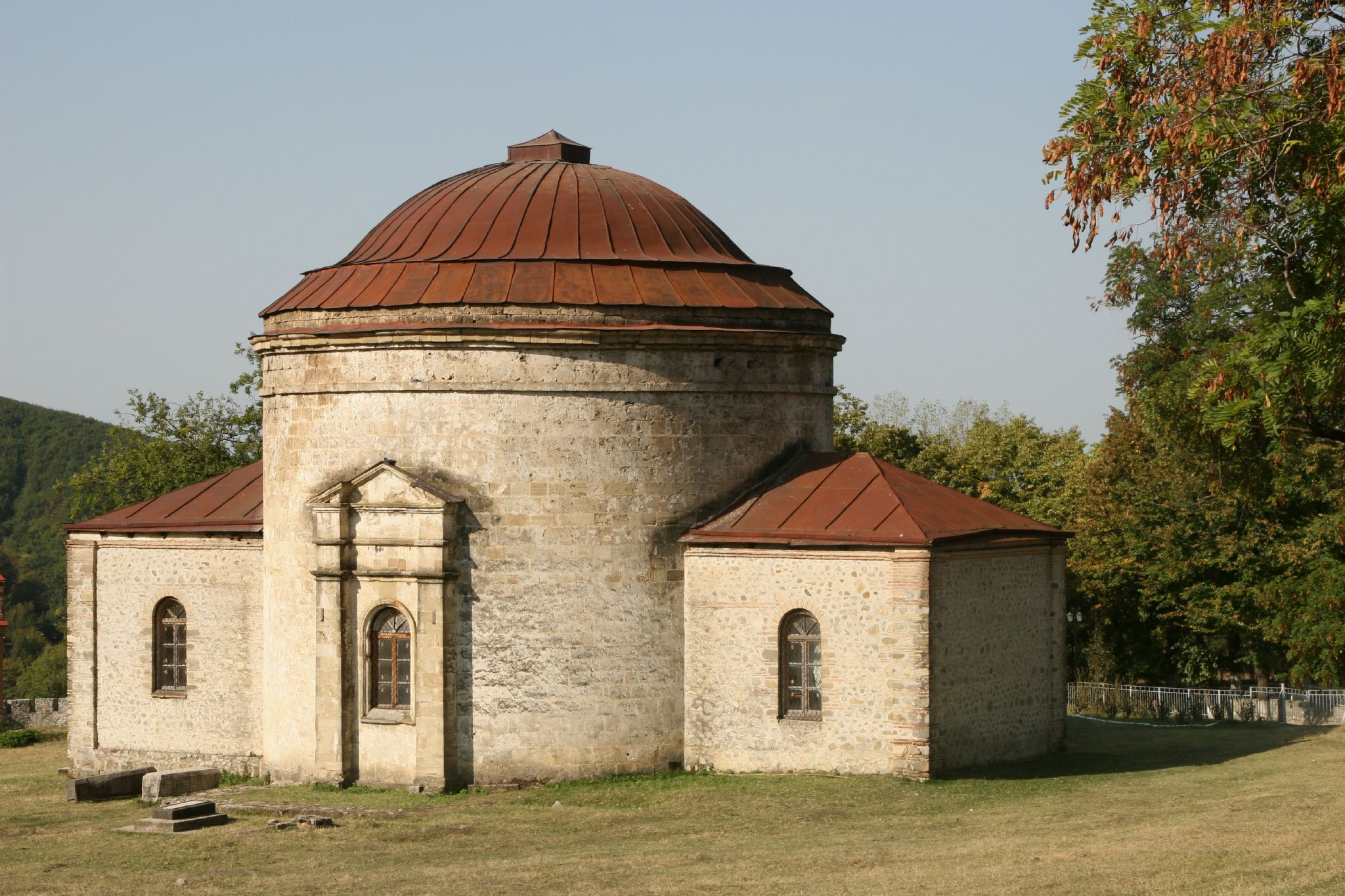
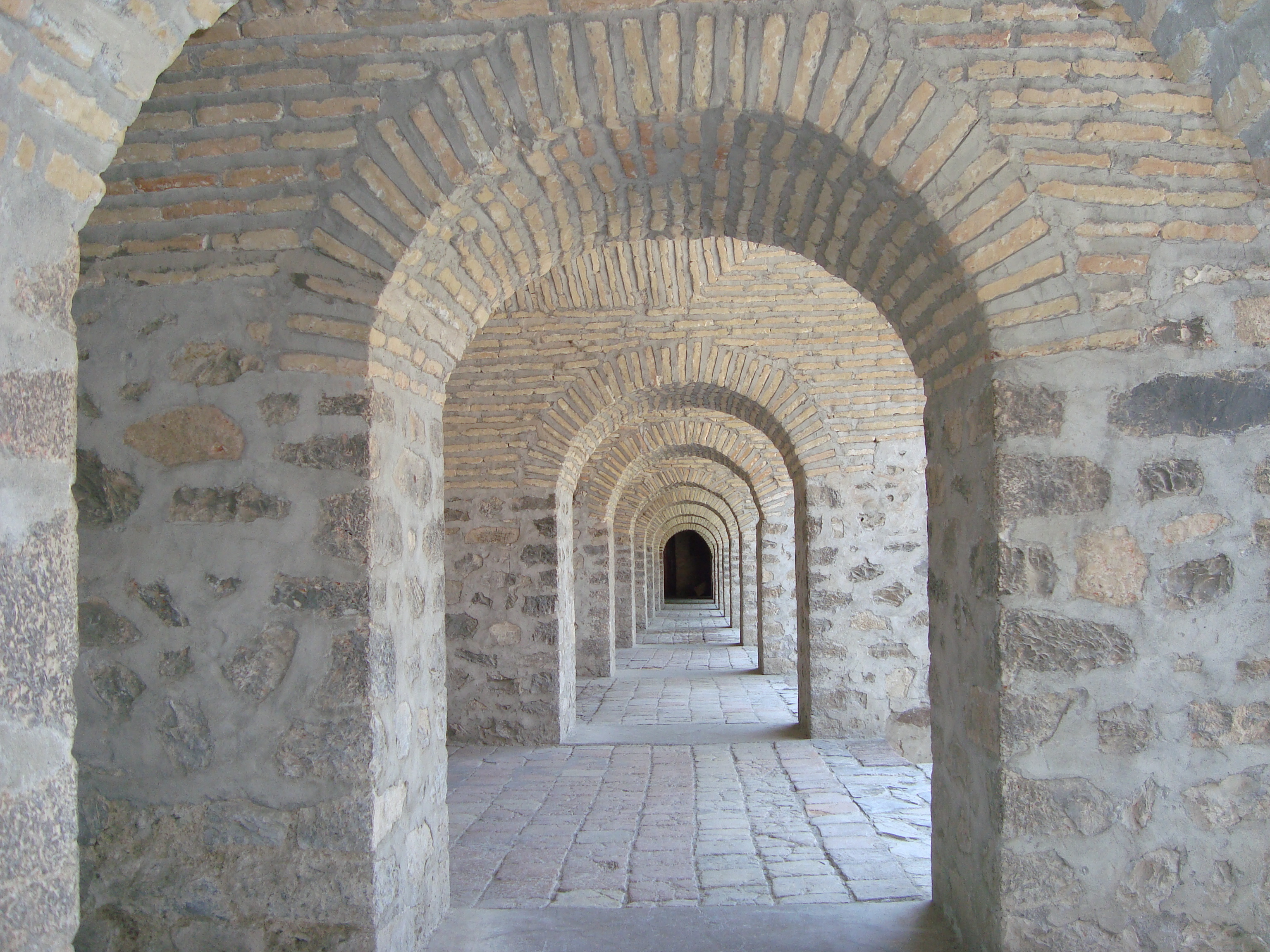
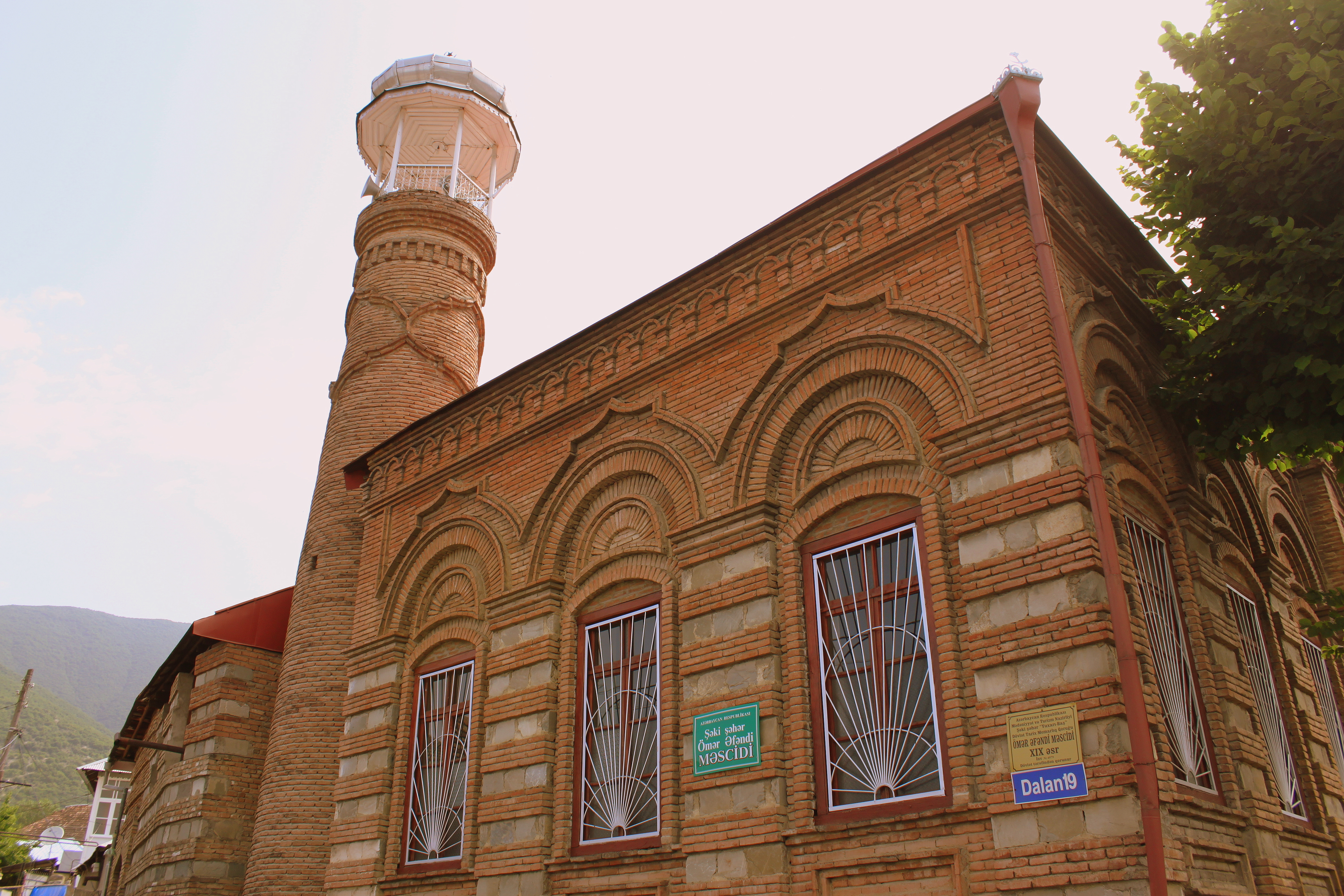

## شخصیتهای مشهور
- میرزا فتحعلی آخوندزاده
- فتحعلی‌خان خویسکی
- بختیار وهاب زاده